# Морнарички истражитељи (14. сезона)
Четрнаеста сезона амерички полицијо-процедуралне драме Морнарички истражитељи је емитована од 20. септембра 2016. до 16. маја 2017. године на каналу ЦБС.
Радња серије се врти око измишљене екипе посебних агената из морнаричко-злочинско истражитељске која води кривичне истраге у које су укључени америчка морнарица и војници. Ова сезона је донела три нова лика: посебног агента МЗИС-а Николаса „Ника“ Тореса који је раније радио на тајним задацима кога тумачи Вилмер Валдерама, агенткињу Александру „Алекс“ Квин (Џенифер Еспозито) и старијег службеника МИ6 и везу са МЗИС-ом Клејтона Ривса (Двејн Хенри).

## Опис
Вилмер Валдерама и Џенифер Еспозито су се прикључили главној постави на почетку сезоне. Двејн Хенри, који се епизодно појавио у претходној сезони и у епизоди Одметник", је унапређен у главну поставу у епизоди "Фила"

## Улоге

### Главне
- Марк Хармон као Лерој Џетро Гибс
- Поли Перет као Ебигејл Шуто
- Шон Мареј као Тимоти Мекги
- Вилмер Валдерама као Николас Торес
- Џенифер Еспозито као Александра Квин
- Брајан Дицен као Џејмс Палмер
- Емили Викершом као Еленор Бишоп
- Двејн Хенри као Клејтон Ривс (Епизоде 5-24)
- Роки Керол као Леон Венс
- Дејвид Мекалум као др. Доналд Малард

### Епизодне
- Двејн Хенри као Клејтон Ривс (Епизода 1)

## Епизоде
| Бр. у серији | Бр. у сезони | Назив                         | Редитељ           | Сценариста                                                       | Пpемијерно емитовање | Прод. код | Бр. гледалаца (у милионима) |
| --- | ------------ | ----------------------------- | ----------------- | ---------------------------------------------------------------- | -------------------- | --------- | --------------------------- |
| 307 | 1            | "Одметник"                    | Тони Вармби       | Гери Гласберг и Џенифер Корбет                                   | 20. септембар 2016.  | 1401      | 15.99                       |
| Након што је ауто експлодирао и убио војног официра, екипа открива да је циљана мета била његова супруга — сестра агента МЗИС-а Ника Тореса који је неколико месеци раније нестао у Буенос Ајресу док је истраживао злочиначког бизнисмена Леа Силву (пропала мета из прошлости Гибсовог ментора Мајка Френкса). Торес се поново појављује пошто је схватио да је његова сестра разнела његову кринку кад је дошла у Аргентину да га тражи. Торес моли Гибса да му помогне да затвори случај јер зна да Силва жели мртве и њега и његову породицу. Његов једини начин да осигура безбедност своје сестре и сестричине (и да и сам остане у животу) јесте да Силва и његов син буду безбедно уклоњени из њихове власти на веома дуго време. У међувремену, посебна агенткиња Квин прати екипу како би открила врсту агента којег Гибс тражи. На крају, Торес и Квинова се придружују екипи. Прва појава Николаса Тореса и Александре Квин. |              |                               |                   |                                                                  |                      |           |                             |
| 308 | 2            | "Бити лош"                    | Џејмс Вајтмор мл. | Стивен Д. Бајндер                                                | 27. септембар 2016.  | 1402      | 15.52                       |
| Док су истраживали смрт која се десила на окупљању у Квантику, екипа открива план за бомбу који их ускоро води до ланца лопова који су већ дуго у бекству док се Торес и Квинова навикавају на живот чланова Гибсове екипе што такође укључује нови распоред седења. |              |                               |                   |                                                                  |                      |           |                             |
| 309 | 3            | "Повлашћени податак"          | Едвард Орнелас    | Џорџ Шенк и Френк Кардеа                                         | 4. октобар 2016.     | 1403      | 14.44                       |
| Док екипа истражује војног наредника који је пао са зграде, докторка Грејс Колафон говори Гибсу да би према томе требало да се опходи као према истрази убиства док Торесове борбе да се прилагоди животу ван тајних задатака постају сложеније док тражи стан. |              |                               |                   |                                                                  |                      |           |                             |
| 310 | 4            | "Љубавна барка"               | Теренс О’Хара     | Кристофер Џ. Вејлд                                               | 11. октобар 2016.    | 1404      | 14.77                       |
| Када је тело војног поручника откривено на разарачу током посете грађана у којој им је дата могућност да преноће на броду, Гибс, Квинова и Палмер иду на море да истраже околности иза смрти док Мекги размишља о како да савршено запроси Дилајлу. |              |                               |                   |                                                                  |                      |           |                             |
| 311 | 5            | "Фила"                        | Алан Аркуш        | Скот Вилијамс                                                    | 18. октобар 2016.    | 1405      | 14.76                       |
| Кад је нестали официр МИ6 повезан са убијеним подофициром, Гибс шаље Квинову и Бишопову у Филаделфију да раде са официром МИ6 Клејтоном Ривсом. Такође, Квинова се са болом сећа случаја МЗИС-а који ју је натерао да престане са теренским радом. |              |                               |                   |                                                                  |                      |           |                             |
| 312 | 6            | "Шибицарење"                  | Томас Џ. Врајт    | Брендан Фехили                                                   | 25. октобар 2016.    | 1406      | 14.08                       |
| Након што је отети подофицирка побегла отмичару, МЗИС открива везу са њеним несталим мужем. Такође, Еби даје новајлијама МЗИС-а личне поклоне. |              |                               |                   |                                                                  |                      |           |                             |
| 313 | 7            | "Дом храбрих"                 | Алрик Рајли       | Ђина Лучита Монтреал                                             | 15. новембар 2016.   | 1407      | 14.73                       |
| Торес безобразно крши пропис МЗИС-а кад открије да сведока у случају МЗИС-а тражи Имиграцион и царинска служба. Такође, Еби, Бишопова и Макги се увлаче станодавцу Тонија Диноза ст. у нади да ће га уселити у Тонијев стан. |              |                               |                   |                                                                  |                      |           |                             |
| 314 | 8            | "Непријатељски борац"         | Тони Вармби       | Џенифер Корбет                                                   | 22. новембар 2016.   | 1409      | 14.86                       |
| Бишопова преиспитује свој претходни посао у НСА кад је послата у Гитом да покупи доказе из случаја убиства војног капелана. У међувремену, њена браћа јој долазе за Дан захвалности и распитују се код њених сарадника са ким излази. Међутим, откривено је да се забавља са Касимом. |              |                               |                   |                                                                  |                      |           |                             |
| 315 | 9            | "Плати па играј"              | Арвин Браун       | Синди Хемингвеј                                                  | 6. децембар 2016.    | 1408      | 14.64                       |
| Екипа МЗИС-а истражује повећане претње ппротив конгресменке Џене Флеминг док директор Венс сређује привремену заштиту. |              |                               |                   |                                                                  |                      |           |                             |
| 316 | 10           | "Веза која повезује"          | Арвин Браун       | Стивен Д. Бајндер                                                | 13. децембар 2016.   | 1411      | 14.74                       |
| Након што МЗИС повеже доказе из убиства војног капетана са Дакијевом покојном мајком, главни медицински вештак се сећа одлуке коју је донео пре 37 година. У међувремену, екипа размењује божићне, а Гибс проводи Божић на вечери код Форнела. |              |                               |                   |                                                                  |                      |           |                             |
| 317 | 11           | "Вилоуби (1. део)"            | Тони Вармби       | Ђина Лучита Монтреал                                             | 3. јануар 2017.      | 1412      | 15.79                       |
| МЗИС тражи нове трагове након што је тајна операција хватања пословног човека који је користио чин тероризма да манипулише деоницама угрожена. Такође, Бишопова и Квазим откривају напредак у случају заједно. |              |                               |                   |                                                                  |                      |           |                             |
| 318 | 12           | "Ван видика (2. део)"         | Роки Керол        | Џорџ Шенк и Френк Кардеа                                         | 17. јануар 2017.     | 1413      | 15.49                       |
| Настала је узбуна кад се први пут у животу Гибс није појавио на послу. Када је истражила у његовој уобичајеној гостионици, екипа открива да је после случајног сусрета Гибс отишао на тајну операцију да ухвати некога са МЗИС-овог списка најтраженијих. |              |                               |                   |                                                                  |                      |           |                             |
| 319 | 13           | "Настави даље"                | Теренс О’Хара     | Синопсис: Скот Вилијамс Сценарио: Метју Р. Џарет и Скот Џ. Џарет | 24. јануар 2017.     | 1410      | 16.21                       |
| Током МЗИС-ове истраге саобраћајне несреће, Палмер се придружује непознатом човеку на другом крају зграде да му спаси живот и открива неке тајне које нико није знао о њему, па и то да је положио здравствени испит. |              |                               |                   |                                                                  |                      |           |                             |
| 320 | 14           | "Без престанка"               | Марк Хоровиц      | Брендан Фехили                                                   | 7. фебруар 2017.     | 1414      | 15.57                       |
| Убиство подофицира у малом граду ван Вашигнтона тера МЗИС да још једном ради са "Шерлоцима", личну основану екипу чији је најновији члан Ентони Динозо ст.. |              |                               |                   |                                                                  |                      |           |                             |
| 321 | 15           | "Пандорина кутија (1. део)"   | Алрик Рајли       | Кристофер Џ. Вејлд                                               | 14. фебруар 2017.    | 1416      | 15.29                       |
| Након што је Ебина екипа из Државне безбедности угрожена и након што је она пронађена у поседу бомбе, екипа МЗИС-а открива да је вођа скупа убијен и да је таблет са теоријом тероризма украден. |              |                               |                   |                                                                  |                      |           |                             |
| 322 | 16           | "Много величанствених ствари" | Мајкл Зинберг     | Стивен Д. Бајндер и Дејвид Џ. Норт                               | 21. фебруар 2017.    | 1415      | 14.87                       |
| Бишопова је више него одлучнија да се освети за убиство Квазима, њеног покојног дечка, након што Гибс и екипа пронађу нови траг у случају Чен. Такође, Торес учи агенте уметностима џепарења. |              |                               |                   |                                                                  |                      |           |                             |
| 323 | 17           | "Шта лежи изнад"              | Лесли Либмен      | Скот Вилијамс                                                    | 7. март 2017.        | 1417      | 14.17                       |
| Макги открива да му је стан обио обијач који је тражио јако вредан скривени предмет који је сакрио ту негде осуђени злочинац који је био претходни власник стана. Такође, конгресменка Флеминг покушава да наговори директора Венса да започне политичку каријеру. |              |                               |                   |                                                                  |                      |           |                             |
| 324 | 18           | "Н.У.А."                      | Томас Џ. Врајт    | Џенифер Корбет                                                   | 14. март 2017.       | 1418      | 14.16                       |
| Да би испунили морнареву последњу жељу, Гибс и екипа МЗИС-а поново истражују случај убиства који је проглашен као несрећа. Такође, случај подсећа Тореса на трагично време из његове прошлости. |              |                               |                   |                                                                  |                      |           |                             |
| 325 | 19           | "Зид"                         | Бетани Руни       | Ђина Лучита Монтреал                                             | 28. март 2017.       | 1419      | 14.35                       |
| Кад је војник убијен на догађају Части летачке мреже, мреже која омогућава ветеранима посету Другом Свестком, Корејском и Вијетнамском рату да се присете тога, екипа МЗИС-а мора да се ослони на надраживог ветерана из Вијетнамског рата, Хенрија Роџерса, да би сазнали где се жртва кретала преко дана. Такође, Макги и Бишопова истражују сочне гласина о Квиновој и Торесу. |              |                               |                   |                                                                  |                      |           |                             |
| 326 | 20           | "Чинија трешања"              | Едвард Орнелас    | Брендан Фехили                                                   | 4. април 2017.       | 1420      | 13.83                       |
| Након што је подадмиралов лаптоп заражен вирусом, он зове Макгија и екипу МЗИС-а да пронађу хакера пре него што му вирус уништи личне и пословне датотеке. Такође, Алекс узима слободне дане да помогне совојој мајци Мери Квин након што је добила поруку "92". |              |                               |                   |                                                                  |                      |           |                             |
| 327 | 21           | "Једна књига, две корице"     | Теренс О’Хара     | Дејвид Џ. Норт                                                   | 18. април 2017.      | 1421      | 13.32                       |
| Екипа се ослања на Торесове белешке и познавање банде моториста на чему је провео године на тајном задатку кад је официрово убиство повезано са бившим члановима. |              |                               |                   |                                                                  |                      |           |                             |
| 328 | 22           | "Господар звери"              | Бетани Руни       | Кристофер Џ. Вејлд                                               | 2. мај 2017.         | 1422      | 12.88                       |
| Убиство војника у парку Рок Крик тера екипу да ради са ренџером из парка на случају - и ускоро откривају везу са продајом меса афричких дивљих животиња. У међувремену, екипа мора да иде да пролази кроз потврду о сузавцу. |              |                               |                   |                                                                  |                      |           |                             |
| 329 | 23           | "Нешто плаво"                 | Џејмс Вајтмор мл. | Џенифер Корбет и Скот Вилијамс                                   | 9. мај 2017.         | 1423      | 13.39                       |
| Секирација због Мекгијевог и Дилајлиног изненадног венчања узима маха кад је Дилајла примљена у болницу. Такође, екипа МЗИС-а путује на море кад је млади подофицир на разарачу умро у сну. |              |                               |                   |                                                                  |                      |           |                             |
| 330 | 24           | "Рандеву (1. део)"            | Тони Вармби       | Џорџ Шенк, Френк Кардеа и Стивен Д. Бајндер                      | 16. мај 2017.        | 1424      | 13.33                       |
| Кад су делови тела мртвог МВК-овца пронађени у Парагвају, Гибс, Мекги и Торес путују тамо да пронађу његовог колегу и открију зашто су прекршили наређења да оду тамо. Двојици МВК-оваца је помогао мештанин чији је син заврбован против своје воље у насилну багру побуњеника и они су тражили да спасу дечака и друге заврбоване. Иако је задатак успешно изведен, хеликоптер који је послат да их спасе нема довољно горива па Гибс остаје да задржи скупину побуњеника на одстојању како би омогућио Мекгију и Торесу да побегну. Мекги напушта хеликоптер у последњој секунди да би помогао Гибсу па су остављени да се суоче са побуњеницима, хеликоптер је полетео, а епизода се завршава висећом судбином. |              |                               |                   |                                                                  |                      |           |                             |

## Снимање

### Развој
Серија је обновљена за четрнаесту и петнаесту сезону 29. фебруара 2016. Током продукције ове сезоне, 28. септембра 2016. умро је директор серије Гери Гласберг. У новембру 2016. објављено је да су извршни продуцент Џорџ Шенк и Френк Кардеа наследили Герија Гласберга на месту директора серије четрнаесте сезоне.

### Глумачка постава
Дана 4. априла 2016, Двејн Хенри се појавио као службеник МИ6 Клејтон Ривс у последње две епизоде тринаесте сезоне. Хенри је унапређен у главну поставу у четрнаестој сезони. Вилмер Валдерама се придружио главној постави као Николас Торес 16. јуна 2016 заједно са Џенифер Еспозито у улози Алекс Квин 11. јула 2016. Дана 9. јуна 2017 (након емитовања последње епизоде четрнаесте сезоне), часописи Рок Холивуда и ТВ Водич објавили су да се Џенифер Еспозито неће вратити у петнаесту сезону.